# Hernán De La Fuente
Hernán De La Fuente (7 gennaio 1997) è un calciatore argentino, difensore dell'Huracán.

## Caratteristiche tecniche
È un terzino destro.

## Carriera
Cresciuto nelle giovanili del Vélez Sarsfield, ha esordito il 21 novembre 2017 in occasione del match perso 1-0 contro l'Huracán.

## Statistiche

### Presenze e reti nei club
Statistiche aggiornate al 19 maggio 2025.
| Stagione               | Squadra                | Campionato             | Campionato | Campionato | Coppe nazionali | Coppe nazionali | Coppe nazionali | Coppe continentali | Coppe continentali | Coppe continentali | Altre coppe | Altre coppe | Altre coppe | Totale | Totale | Totale |
| Stagione               | Squadra                | Comp                   | Pres       | Reti       | Comp            | Pres            | Reti            | Comp               | Pres               | Reti               | Comp        | Pres        | Reti        | Pres   | Reti   |        |
| ---------------------- | ---------------------- | ---------------------- | ---------- | ---------- | --------------- | --------------- | --------------- | ------------------ | ------------------ | ------------------ | ----------- | ----------- | ----------- | ------ | ------ | ------ |
| 2017-2018              | Vélez Sarsfield        | PD                     | 16         | 0          | CA              | 0               | 0               | -                  | -                  | -                  | -           | -           | -           | 16     | 0      |        |
| 2018-2019              | Vélez Sarsfield        | PD                     | 10         | 1          | CA+CdL          | 0+2             | 0               | -                  | -                  | -                  | -           | -           | -           | 12     | 1      |        |
| 2019-2020              | Vélez Sarsfield        | PD                     | 4          | 0          | CA+CM           | 2+9             | 1+1             | CS                 | 7                  | 0                  | -           | -           | -           | 22     | 2      |        |
| 2021                   | Vélez Sarsfield        | PD                     | 0          | 0          | CA+CdL          | 0+10            | 0+1             | CL                 | 2                  | 0                  | -           | -           | -           | 12     | 1      |        |
| Totale Vélez Sarsfield | Totale Vélez Sarsfield | Totale Vélez Sarsfield | 30         | 1          |                 | 23              | 3               |                    | 9                  | 0                  |             | -           | -           | 62     | 4      |        |
| 2021-2022              | Famalicão              | PL                     | 19         | 0          | CP+CdL          | 3+2             | 0               | -                  | -                  | -                  | -           | -           | -           | 24     | 0      |        |
| 2022-gen. 2023         | Famalicão              | PL                     | 7          | 0          | CP+CdL          | 1+2             | 0               | -                  | -                  | -                  | -           | -           | -           | 10     | 0      |        |
| Totale Famalicão       | Totale Famalicão       | Totale Famalicão       | 26         | 0          |                 | 8               | 0               |                    | -                  | -                  |             | -           | -           | 34     | 0      |        |
| 2023                   | Atl. Tucumán           | PD                     | 10         | 0          | CA+CdL          | 1+11            | 0               | -                  | -                  | -                  | -           | -           | -           | 22     | 0      |        |
| 2024                   | Huracán                | PD                     | 19         | 1          | CA+CdL          | 1+11            | 1+1             | -                  | -                  | -                  | -           | -           | -           | 31     | 3      |        |
| 2025                   | Huracán                | PD                     | 9          | 0          | CA              | 1               | 0               | CS                 | 2                  | 1                  | -           | -           | -           | 12     | 1      |        |
| Totale Huracán         | Totale Huracán         | Totale Huracán         | 28         | 1          |                 | 13              | 2               |                    | 2                  | 1                  |             | -           | -           | 43     | 4      |        |
| Totale carriera        | Totale carriera        | Totale carriera        | 94         | 2          |                 | 56              | 5               |                    | 11                 | 1                  |             | -           | -           | 161    | 8      |        |